# Cameron (Missouri)
Cameron è un comune degli Stati Uniti d'America, situato nello Stato del Missouri, diviso tra la contea di Clinton e la contea di DeKalb.